# Conversano
Conversano – miasto i gmina we Włoszech, w regionie Apulia, w prowincji Bari.
Według danych na styczeń 2009 gminę zamieszkiwały 25 503 osoby przy gęstości zaludnienia 200,9 os./1 km².